# Košarkarsko društvo Slovan
El Košarkarsko društvo Slovan, también conocido como KD Slovan o Geoplin Slovan Ljubljana, es un equipo de baloncesto esloveno que compite en la 1. A slovenska košarkarska liga, la primera división del país. Tiene su sede en la ciudad capital del país, Liubliana. Disputa sus partidos en el Športni park Kodeljevo, con capacidad para 1540 espectadores.

## Historia
El club se crea en  el mes de abril de 1951, con el nombre de KK Poljane, uniéndose en 1959 al SK Slovan, sociedad polideportiva creada en 1913, y a partir de ese momento toma su actual denominación. En los años 60 jugó durante cinco temporadas en la máxima competición de Yugoslavia. Desde la independencia de Eslovenia, en 1991, ha formado parte de la 1. A slovenska košarkarska liga, la máxima competición de su país.
Su mejor resultado en la liga se produjo en 2005, cuando fue finalista de la liga eslovena, perdiendo la final por 3-2 ante el Union Olimpija, resultado que se repetiría al año siguiente.

## Nombres
- Kronos Slovan (1992)
- Litrostoj Slovan (1993-1994)
- Litrostoj (1994-1995)
- Litrostoj Slovan (1997)
- Slovan (1998-2000)
- Geoplin Slovan (2000-)

## Posiciones en liga
- 1992 (5)
- 1993 (9)
- 1994 (8)
- 1995 (5)
- 1996 (8)
- 1997 (9)
- 1998 (4)
- 1999 (3)
- 2000 (4)
- 2001 (3)
- 2002 (4)
- 2003 (4)
- 2004 (3)
- 2005 (2)
- 2006 (1)
- 2007 (3)
- 2008 (5)
- 2009 (5)
- 2010 (8)
- 2011 (5)
- 2012 (10)
- 2013 (9)

## Posiciones Liga Adriática
- 2002 (11)
- 2004 (10)
- 2005 (10)
- 2006 (9)
- 2007 (13)
- 2008 (14)

### Plantilla 2013-2014
| N.º | Nombre           | Nacionalidad                             | Puesto    |
| --- | ---------------- | ---------------------------------------- | --------- |
| 4   | Aleksander Tomič | Bandera de Eslovenia                     | Base      |
| 6   | Jure Kopač       | Bandera de Eslovenia                     | Alero     |
| 7   | Štefan Kosec     | Bandera de Eslovenia                     | Ala-Pívot |
| 8   | Miha Fon         | Bandera de Eslovenia                     | Alero     |
| 9   | Luka Grum        | Bandera de Eslovenia                     | Escolta   |
| 10  | Matevž Dobravec  | Bandera de Eslovenia                     | Escolta   |
| 14  | Dejan Čigoja     | Bandera de Eslovenia                     | Ala-Pívot |
| 15  | Nejc Buda        | Bandera de Eslovenia                     | Pívot     |
| 21  | Marcel Mihalič   | Bandera de Eslovenia                     | Base      |
| 22  | Bojan Radulović  | Bandera de Serbia · Bandera de Eslovenia | Pívot     |
| --  | Jan Span         | Bandera de Eslovenia                     | Base      |
| --  | Francois Affia   | Bandera de Camerún                       | Pívot     |
| --  | Luka Dimec       | Bandera de Eslovenia                     | Ala-Pívot |

## Palmarés
- Liga de Eslovenia
  - Subcampeón (2): 2005 y 2006
  - Semifinales (3): 2003, 2004, 2007
  - Campeón Liga Regular (1): 2006
- Copa de Eslovenia
  - Subcampeón (1): 2003
  - Semifinales (3): 2002, 2004, 2012

## Jugadores célebres
| - Mirza Begić - Vladimir Boisa - Saša Dončić - Goran Dragić - Zoran Dragić - Slavko Duščak - Benjamin Eze - Skeljcim Gashi - Jaka Klobučar - Jaka Lakovič - Marko Maravič - Stipe Modrić - Radoslav Nesterović | - Sašo Ožbolt - Emir Preldžić - Soumaila Samake - Uroš Slokar - Nikoloz Tskitishvili - Samo Udrih - Jan Veselý - Gašper Vidmar - Aigars Vītols - Željko Zagorac - Jure Zdovc - Miha Zupan |